# 2000 en économie (discipline)
Cet article présente les faits marquants de l’année 2000 en économie.

## Évènements
- Prix de la Banque de Suède en sciences économiques en mémoire d'Alfred Nobel : James Heckman et Daniel McFadden